# Nuditisme

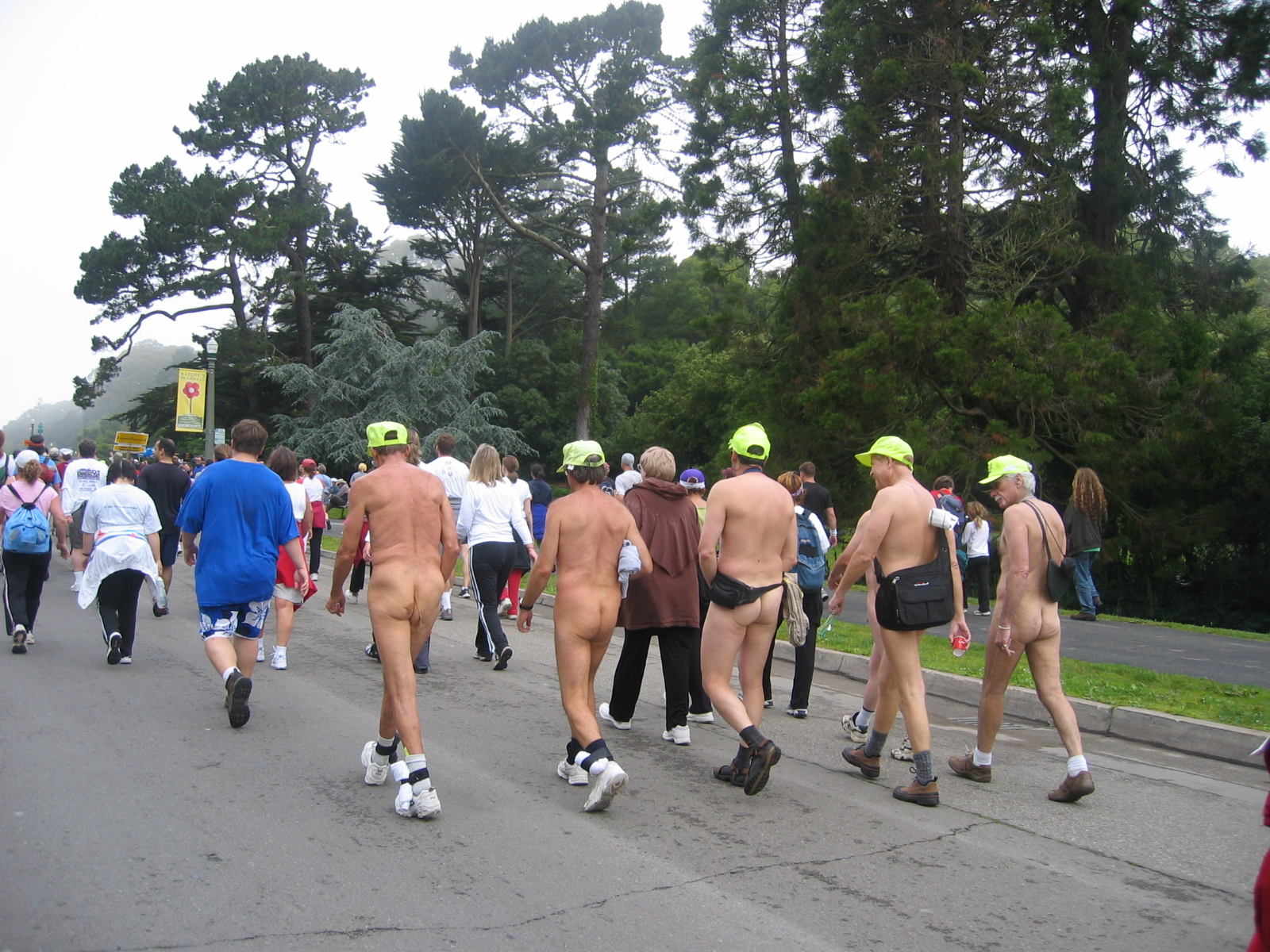
Nudistes i "tèxtils" junts en una caminada popular manifestament nuditista.

El nuditisme és una actitud de les persones que, tant sí són nudistes com si no ho són, respecten el dret de qualsevol persona a la nuesa o a anar vestits de la manera que vulguin. És a dir, el nuditista admet tant que hom vagi nu com que vagi vestit, i d'una manera estàndard o no, fins i tot amb burca, si és el cas.
El nuditisme es diferencia del nudisme en què mai no pretén imposar la nuesa a ningú ni a cap espai. Tampoc és una filosofia o estil de vida com el naturisme, ja que no s'ha de vincular necessàriament amb els altres interessos dels naturistes, com són el respecte a la natura, el vegetarianisme o la pràctica del ioga.
A més, des d'un punt de vista nuditista, no s'entenen els espais de permissivitat per al nudisme (platja nudista, etc), ja que es constitueixen en autèntics guetos on cal confinar la gent nua: el nuditista entén que hom pot estar nu a qualsevol espai públic o privat, sense limitacions.

## El nuditisme de l'Ajuntament de Barcelona
A instància de les associacions nuditistes ADDAN i ALETEIA, l'Ajuntament de Barcelona va editar el 2004 un tríptic per proclamar la tolerància envers el nudisme a la ciutat i no només a les platges. Aquesta campanya, pionera a tot el món, es justificava en la defensa dels drets civils i de la tolerància, es recolzava en el fet que el Codi Civil no prohibeix la nuesa pública, tot i que sí l'exhibicionisme, i es considerava que tenia el suport del Parlament de Catalunya que havia proclamat "la necessitat que les administracions competents adoptin les iniciatives i mesures necessàries per suprimir els obstacles que impedeixin l'exercici de la nuesa", segons el tríptic. Als crèdits del tríptic s'hi declara que està editat per les dues entitats nuditistes "amb el suport de l'Ajuntament de Barcelona, Regidoria de la Dona i Drets Civils".

## Reacció
Tanmateix, l'alcalde socialista Joan Clos va reaccionar de manera fulminant a aquesta publicació, i va assegurar que l'Ajuntament "no vol promocionar que la gent vagi despullada pel carrer, de cap de les maneres" i afegí que "aquesta no és la intenció de cap responsable polític ni tècnic de la ciutat de Barcelona" i també que "L'actitud del govern de la ciutat va encaminada que continuïn les bones maneres i l'educació de la ciutadania". L'alcalde de Barcelona insistí dient que desmentia "rotundament" que el consistori tingués la intenció de promoure el nudisme al carrers. De fet, a partir del 2005-2006, les autoritats barcelonines van tendir més aviat a limitar aquest dret, centrant-se en la defensa d'una imatge "digna" de la ciutat, com es recull a la nova Ordenança del Civisme, fins i tot molt abans que el PSC fos desplaçat del govern municipal per CiU, el 2011.